# Волошине (Перекопський район)
Воло́шине (до 1948 року — Кула́; крим. Qula) — село в Україні, що входить до Перекопського району Автономної Республіки Крим. Підпорядковане Суворовській сільській раді. Населення — 126 чоловік.

## Географія
Село Волошине розташоване за 3 км на захід від Армянська, південніше Перекопського валу на Перекопському перешийку, висота центру села над рівнем моря — 5 м.

## Населення
За даними перепису населення 2001 року, у селі мешкало 126 осіб. Мовний склад населення села був таким:
| Мова              | Число ос. | Відсоток |
| ----------------- | --------- | -------- |
| українська        | 13        | 10,32    |
| російська         | 90        | 71,43    |
| кримськотатарська | 18        | 14,29    |

## Історія
В самому ранньому доступному документі — Камеральному Описі Криму … 1784 жодне з навколишніх з Армянськом сіл не записане, зазначено, що в Перекопському кадилику … сіл не має….
Після анексії Криму Російською імперією 8 лютого 1784, село було приписане до Перекопського повіту Таврійської області. Після Павловських реформ, з 1796 по 1802 рік, входило в Перекопського повіту Новоросійської губернії. За новим адміністративним поділом, після створення 8 (20) жовтня 1802 року Таврійської губернии, Кула була включена до складу Бустерчинської волості Перекопського повіту.
Згідно Відомостей про всі селищах в Перекопському повіті … від 21 жовтня 1805 року в селі Кулла налічувалося 26 дворів, 136 кримських татар, 27 кримських циган і 2 ясир. На військово-топографічної карті 1817 село Кула позначена з 20 дворами . Після реформи волосного поділу 1829 року Куллу передали до складу Ішуньської волості (перейменованої з Бустерчинської). На карті 1842 року Кулла позначена з 40 дворами.
У 1860-х роках, після земської реформи Олександра II, село приписали до Ішуньської волості. Згідно  «Пам'ятної книжки Таврійської губернії за 1867 рік», Кулла була покинута через еміграцію кримських татар, яка була особливо масовою після Кримської війни 1853—1856 років, в Османську імперію та залишалася в руїнах і вже ні в «Списку населених місць Таврійської губернії за відомостями 1864 року», ні на трьохверстовій мапі 1865—1876 років не значиться.
Час заселення села вихідцями з материкової території Російської імперії за доступними історичними документами поки не встановлено. Після земської реформи 1890 року Куллу віднесли до Військової волості. Згідно «… Пам'ятної книжки Таврійської губернії за 1892», у селі Кулла було 69 жителів у 18 домогосподарствах. За  «… Пам'ятною книжкою Таврійської губернії за 1900 рік»  в Куллі налічувалося 69 жителів у 6 дворах. У  Статистичному довіднику Таврійської губернії. Ч.1-ша. Статистичний нарис, випуск четвертий, Перекопський повіт, 1915 р.  у Військовій волості Перекопського повіту значиться вже хутір Кулла.
Після встановлення в Криму Радянської влади, за постановою Кримревкома від 8 січня 1921 № 206 «Про зміну адміністративних кордонів» була скасована волосна система, Перекопський повіт перейменували в Джанкойський, у якому був утворений Ишуньський район, до складу якого включили село, а в 1922 році повіти отримали назву округів. 11 жовтня 1923 року, згідно з постановою ВЦВК, до адміністративного поділу Кримської АРСР були внесені зміни, у результаті яких округи були скасовані, Ішуньський район скасований і село увійшло до складу Джанкойського району. Згідно Списку населених пунктів Кримської АРСР за Всесоюзний переписом від 17 грудня 1926 року, Кулла входила до складу Вірмено-Базарської сільради Джанкойського району. Постановою ВЦВК від 30 жовтня 1930 року було відновлено Ішуньський район (в 1937 році перейменований в Красно-Перекопський) і село, разом із сільрадою, включили до його складу.
У 1944 році, після звільнення Криму від нацистів, відповідно до Постанови ДКО № 5 859 від 11 травня 1944, 18 травня кримських татар було депортовано до Центральної Азії. З 25 червня 1946 року — у складі Кримської області РРФСР. Указом Президії Верховної Ради РРФСР від 18 травня 1948 року, Куллу (або Кулу) перейменували на Волошине. 26 квітня 1954 Кримська область була передана зі складу РРФСР до складу УРСР. Після утворення в 1973 році Армянської міськради Волошине увійшло до її складу.